# Copa Emirates
La Copa Emirates es un trofeo futbolístico que se disputa anualmente en dos días y que es organizado por el Arsenal en su estadio, Emirates Stadium en Londres, Inglaterra.
La inauguración del torneo fue el 28 de julio del año 2007, en cuya edición participaron el Inter Milan, el Paris Saint-Germain y el Valencia que reemplazó al Hamburgo SV, debido a que tiene que disputar partidos de la Copa Intertoto. Cada equipo juega dos partidos en vez de tres por lo que no se enfrentan todos contra todos.
Este torneo tiene la particularidad de sumar puntos por cada gol convertido y no solo por el resultado final, aunque en la edición 2011 se dejó de lado esta modalidad.

## Edición 2007
Día 1
| 28 de julio de 2007, 14:00 | Inter de Milán | 0:2 (0:2) | Valencia                | Emirates Stadium, Londres                              |                                                        |
|                            |                | Reporte   | Gavilán 13' · Villa 39' | Asistencia: 55.106 espectadores Árbitro(s): Alan Kelly | Asistencia: 55.106 espectadores Árbitro(s): Alan Kelly |

| 28 de julio de 2007, 16:15 | Arsenal                    | 2:1 (1:0) | Paris Saint-Germain | Emirates Stadium, Londres                                |                                                          |
|                            | Flamini 45' · Bendtner 70' | Reporte   | Luyindula 80'       | Asistencia: 55.106 espectadores Árbitro(s): Peter Walton | Asistencia: 55.106 espectadores Árbitro(s): Peter Walton |

Día 2
| 29 de julio de 2007, 14:00 | Paris Saint-Germain                   | 3:0 (2:0) | Valencia | Emirates Stadium, Londres                                  |                                                            |
|                            | Diane 15' · N'Gog 30' · Luyindula 85' | Reporte   |          | Asistencia: 59.821 espectadores Árbitro(s): Andre Marriner | Asistencia: 59.821 espectadores Árbitro(s): Andre Marriner |

| 29 de julio de 2007, 16:15 | Arsenal                   | 2:1 (0:0) | Inter de Milán | Emirates Stadium, Londres                               |                                                         |
|                            | Hleb 67' · Van Persie 85' | Reporte   | Suazo 62'      | Asistencia: 59.821 espectadores Árbitro(s): Mark Halsey | Asistencia: 59.821 espectadores Árbitro(s): Mark Halsey |

Tabla de posiciones
| Puesto | Equipo              | Puntos | PJ | PG | PE | PP | GF | GC | GAv |
| ------ | ------------------- | ------ | -- | -- | -- | -- | -- | -- | --- |
| 1      | Arsenal             | 10     | 2  | 2  | 0  | 0  | 4  | 2  | +2  |
| 2      | Paris Saint-Germain | 7      | 2  | 1  | 0  | 1  | 4  | 2  | +2  |
| 3      | Valencia            | 5      | 2  | 1  | 0  | 1  | 2  | 3  | -1  |
| 4      | Inter de Milán      | 1      | 2  | 0  | 0  | 2  | 1  | 4  | -3  |

Goleadores
| Puesto | Nombre                 | Equipo              | Goles |
| ------ | ---------------------- | ------------------- | ----- |
| 1      | Péguy Luyindula        | Paris Saint-Germain | 2     |
| 2      | Nicklas Bendtner       | Arsenal             | 1     |
| 2      | Amara Diané            | Paris Saint-Germain | 1     |
| 2      | Mathieu Flamini        | Arsenal             | 1     |
| 2      | Jaime Gavilán Martínez | Valencia            | 1     |
| 2      | Aliaksandr Hleb        | Arsenal             | 1     |
| 2      | David N'Gog            | Paris Saint-Germain | 1     |
| 2      | David Suazo            | Inter de Milán      | 1     |
| 2      | Robin van Persie       | Arsenal             | 1     |
| 2      | David Villa            | Valencia            | 1     |

## Edición 2008
Día 1
| 2 de agosto de 2008, 14:00 | Real Madrid                     | 2:1 (1:0) | Hamburgo  | Emirates Stadium, Londres                              |                                                        |
|                            | Van Nistelrooy 25' · Parejo 84' | Reporte   | Zidan 53' | Asistencia: 59.974 espectadores Árbitro(s): Alan Kelly | Asistencia: 59.974 espectadores Árbitro(s): Alan Kelly |

| 2 de agosto de 2008, 16:15 | Arsenal | 0:1 (0:1) | Juventus      | Emirates Stadium, Londres                                |                                                          |
|                            |         | Reporte   | Trezeguet 38' | Asistencia: 59.745 espectadores Árbitro(s): Peter Walton | Asistencia: 59.745 espectadores Árbitro(s): Peter Walton |

Día 2
| 3 de agosto de 2008, 14:00 | Juventus | 0:3 (0:1) | Hamburgo                    | Emirates Stadium, Londres                             |                                                       |
|                            |          | Reporte   | Guerrero 19' · Olić 89' 90' | Asistencia: 38.458 espectadores Árbitro(s): Chris Foy | Asistencia: 38.458 espectadores Árbitro(s): Chris Foy |

| 3 de agosto de 2008, 16:15 | Arsenal          | 1:0 (0:0) | Real Madrid | Emirates Stadium, Londres                                    |                                                              |
|                            | Adebayor 49' (p) | Reporte   |             | Asistencia: 60.081 espectadores Árbitro(s): Mark Clattenburg | Asistencia: 60.081 espectadores Árbitro(s): Mark Clattenburg |

Tabla de posiciones
| Puesto | Equipo      | Puntos | PJ | PG | PE | PP | GF | GC | GAv |
| ------ | ----------- | ------ | -- | -- | -- | -- | -- | -- | --- |
| 1      | Hamburgo    | 7      | 2  | 1  | 0  | 1  | 4  | 2  | +2  |
| 2      | Real Madrid | 5      | 2  | 1  | 0  | 1  | 2  | 2  | 0   |
| 3      | Arsenal     | 4      | 2  | 1  | 0  | 1  | 1  | 1  | 0   |
| 4      | Juventus    | 4      | 2  | 1  | 0  | 1  | 1  | 3  | -2  |

Goleadores
| Puesto | Nombre              | Equipo      | Goles |
| ------ | ------------------- | ----------- | ----- |
| 1      | Ivica Olić          | Hamburgo    | 2     |
| 2      | Daniel Parejo       | Real Madrid | 1     |
| 2      | David Trezeguet     | Juventus    | 1     |
| 2      | Ruud van Nistelrooy | Real Madrid | 1     |
| 2      | Mohamed Zidan       | Hamburgo    | 1     |
| 2      | Paolo Guerrero      | Hamburgo    | 1     |
| 2      | Emmanuel Adebayor   | Arsenal     | 1     |

## Edición 2009
Día 1
| 1 de agosto de 2009, 15:00 | Rangers       | 1:0 (0:0) | Paris Saint-Germain | Emirates Stadium, Londres                              |                                                        |
|                            | Bougherra 76' | Reporte   |                     | Asistencia: 54.224 espectadores Árbitro(s): Alan Kelly | Asistencia: 54.224 espectadores Árbitro(s): Alan Kelly |

| 1 de agosto de 2009, 17:25 | Arsenal          | 2:1 (0:0) | Atlético Madrid | Emirates Stadium, Londres                                    |                                                              |
|                            | Arshavin 86' 90' | Reporte   | Pacheco 88'     | Asistencia: 54.224 espectadores Árbitro(s): Mark Clattenburg | Asistencia: 54.224 espectadores Árbitro(s): Mark Clattenburg |

Día 2
| 2 de agosto de 2009, 15:00 | Paris Saint-Germain | 1:1 (0:1) | Atlético Madrid | Emirates Stadium, Londres                              |                                                        |
|                            | Giuly 71'           | Reporte   | Agüero 41' (p)  | Asistencia: 56.758 espectadores Árbitro(s): Alan Wliey | Asistencia: 56.758 espectadores Árbitro(s): Alan Wliey |

| 2 de agosto de 2009, 17:15 | Arsenal                       | 3:0 (2:0) | Rangers | Emirates Stadium, Londres                             |                                                       |
|                            | Wilshere 2' 72' · Eduardo 10' | Reporte   |         | Asistencia: 56.758 espectadores Árbitro(s): Mike Dean | Asistencia: 56.758 espectadores Árbitro(s): Mike Dean |

Tabla de posiciones
| Puesto | Equipo          | Puntos | PJ | PG | PE | PP | GF | GC | GAv |
| ------ | --------------- | ------ | -- | -- | -- | -- | -- | -- | --- |
| 1º     | Arsenal         | 11     | 2  | 2  | 0  | 0  | 5  | 1  | +4  |
| 2º     | Rangers         | 4      | 2  | 1  | 0  | 1  | 1  | 3  | -2  |
| 3º     | Atlético Madrid | 3      | 2  | 0  | 1  | 1  | 2  | 3  | -1  |
| 4º     | PSG             | 2      | 2  | 0  | 1  | 1  | 1  | 2  | -1  |

Goleadores
| Puesto | Nombre           | Equipo          | Goles |
| ------ | ---------------- | --------------- | ----- |
| 1º     | Andréi Arshavin  | Arsenal         | 2     |
| 1º     | Jack Wilshere    | Arsenal         | 2     |
| 2º     | Madjid Bougherra | Rangers         | 1     |
| 2º     | Germán Pacheco   | Atlético Madrid | 1     |
| 2º     | Sergio Agüero    | Atlético Madrid | 1     |
| 2º     | Ludovic Giuly    | PSG             | 1     |
| 2º     | Eduardo da Silva | Arsenal         | 1     |

## Edición 2010
Día 1
| 31 de julio de 2010, 14:00 | Celtic                   | 2:2 (0:1) | Olympique de Lyon               | Emirates Stadium, Londres                              |                                                        |
|                            | Hooper 82' · Samaras 90' | Reporte   | Michel Bastos 28' · Novillo 54' | Asistencia: 60.012 espectadores Árbitro(s): Ryuji Sato | Asistencia: 60.012 espectadores Árbitro(s): Ryuji Sato |

| 31 de julio de 2010, 16:20 | Arsenal     | 1:1 (1:0) | AC Milan | Emirates Stadium, Londres                             |                                                       |
|                            | Chamakh 36' | Reporte   | Pato 77' | Asistencia: 60.012 espectadores Árbitro(s): Chris Foy | Asistencia: 60.012 espectadores Árbitro(s): Chris Foy |

Día 2
| 1 de agosto de 2010, 14:00 | AC Milan      | 1:1 (0:0) | Olympique de Lyon | Emirates Stadium, Londres                               |                                                         |
|                            | Borriello 56' | Reporte   | Briand 79'        | Asistencia: 60.127 espectadores Árbitro(s): Minoru Tojo | Asistencia: 60.127 espectadores Árbitro(s): Minoru Tojo |

| 1 de agosto de 2010, 16:20 | Arsenal                         | 3:2 (2:0) | Celtic                        | Emirates Stadium, Londres                                  |                                                            |
|                            | Vela 3' · Sagna 45' · Nasri 51' | Reporte   | Murphy 72' · Ki Sung-Yong 82' | Asistencia: 60.127 espectadores Árbitro(s): Andre Marriner | Asistencia: 60.127 espectadores Árbitro(s): Andre Marriner |

Tabla de posiciones
| Puesto | Equipo            | Puntos | PJ | PG | PE | PP | GF | GC | GAv |
| ------ | ----------------- | ------ | -- | -- | -- | -- | -- | -- | --- |
| 1º     | Arsenal           | 8      | 2  | 1  | 1  | 0  | 4  | 3  | +1  |
| 2º     | Olympique de Lyon | 5      | 2  | 0  | 2  | 0  | 3  | 3  | 0   |
| 3º     | Rangers           | 5      | 2  | 0  | 1  | 1  | 4  | 5  | -1  |
| 4º     | AC Milan          | 4      | 2  | 0  | 2  | 0  | 2  | 2  | 0   |

Goleadores
| Puesto | Nombre           | Equipo            | Goles |
| ------ | ---------------- | ----------------- | ----- |
| 1º     | Gary Hooper      | Celtic            | 1     |
| 1º     | Georgios Samaras | Celtic            | 1     |
| 1º     | Michel Bastos    | Olympique de Lyon | 1     |
| 1º     | Novillo          | Olympique de Lyon | 1     |
| 1º     | Marouane Chamakh | Arsenal FC        | 1     |
| 1º     | Alexandre Pato   | AC Milan          | 1     |
| 1º     | Marco Borriello  | AC Milan          | 1     |
| 1º     | Jimmy Briand     | Olympique de Lyon | 1     |
| 1º     | Carlos Vela      | Arsenal FC        | 1     |
| 1º     | Bacary Sagna     | Arsenal FC        | 1     |
| 1º     | Samir Nasri      | Arsenal FC        | 1     |
| 1º     | Daryl Murphy     | Celtic            | 1     |
| 1º     | Ki Sung-Yong     | Celtic            | 1     |

## Edición 2011
Día 1
| 30 de julio de 2011, 14:00 | New York Red Bulls | 1:0 (1:0) | Paris Saint-Germain | Emirates Stadium, Londres |                      |
|                            | Lindpere 27'       | Reporte   |                     | Árbitro(s): Kenny Ng      | Árbitro(s): Kenny Ng |

| 30 de julio de 2011, 16:00 | Arsenal                     | 2:2 (1:0) | Boca Juniors            | Emirates Stadium, Londres   |                             |
|                            | Van Persie 28' · Ramsey 46' | Reporte   | Viatri 68' · Mouche 71' | Árbitro(s): Martin Atkinson | Árbitro(s): Martin Atkinson |

Día 2
| 31 de julio de 2011, 14:00 | Paris Saint-Germain                 | 3:0 (2:0) | Boca Juniors | Emirates Stadium, Londres      |                                |
|                            | Maurice 7' · Hoarau 38' · Ceará 78' | Reporte   |              | Árbitro(s): Kristinn Jakobsson | Árbitro(s): Kristinn Jakobsson |

| 31 de julio de 2011, 16:20 | Arsenal        | 1:1 (1:0) | New York Red Bulls | Emirates Stadium, Londres |                          |
|                            | Van Persie 42' |           | Bartley 84' (ag)   | Árbitro(s): Kevin Friend  | Árbitro(s): Kevin Friend |

Tabla de posiciones
| Puesto | Equipo             | Puntos | PJ | PG | PE | PP | GF | GC | GAv |
| ------ | ------------------ | ------ | -- | -- | -- | -- | -- | -- | --- |
| 1º     | New York Red Bulls | 4      | 2  | 1  | 1  | 0  | 2  | 1  | +1  |
| 2º     | PSG                | 3      | 2  | 1  | 0  | 1  | 3  | 1  | +2  |
| 3º     | Arsenal            | 2      | 2  | 0  | 2  | 0  | 3  | 3  | 0   |
| 4º     | Boca Juniors       | 1      | 2  | 0  | 1  | 1  | 2  | 5  | -3  |

Goleadores
| Puesto | Nombre             | Equipo             | Goles |
| ------ | ------------------ | ------------------ | ----- |
| 1º     | Robin van Persie   | Arsenal FC         | 2     |
| 2º     | Joel Lindpere      | New York Red Bulls | 1     |
| 2º     | Aaron Ramsey       | Arsenal FC         | 1     |
| 2º     | Lucas Viatri       | Boca Juniors       | 1     |
| 2º     | Pablo Mouche       | Boca Juniors       | 1     |
| 2º     | Jean-Eudes Maurice | PSG                | 1     |
| 2º     | Guillaume Hoarau   | PSG                | 1     |
| 2º     | Ceará              | PSG                | 1     |

## Edición 2012
La Versión 2012 de la Copa Emirates, no se disputó en razón a que en Londres se estaban realizando los Juegos Olímpicos 2012.

## Edición 2013
Día 1
| 3 de agosto de 2013, 09:00 | Galatasaray         | 1:0 (0:0) | Porto | Emirates Stadium, Londres |  |
|                            | Felipe Melo 71' (p) |           |       |                           |  |

| 3 de agosto de 2013, 11:00 | Arsenal                                    | 2:2 (0:2) | Napoli                                | Emirates Stadium, Londres |  |
|                            | Olivier Giroud 72' · Laurent Koscielny 86' |           | Lorenzo Insigne 7' · Goran Pandev 28' |                           |  |

Día 2
| 4 de agosto de 2013, 09:00 | Napoli               | 1:3 (1:0) | Porto                                                     | Emirates Stadium, Londres |  |
|                            | Goran Pandev 45' (p) |           | Nabil Ghilas 50' · Federico Fernández 68' (ag) · Licá 78' |                           |  |

| 4 de agosto de 2013, 11:00 | Arsenal          | 1:2 (1:0) | Galatasaray               | Emirates Stadium, Londres |  |
|                            | Theo Walcott 40' |           | Didier Drogba 78' (p) 87' |                           |  |

Tabla de posiciones
| Puesto | Equipo      | Puntos | PJ | PG | PE | PP | GF | GC | GAv |
| ------ | ----------- | ------ | -- | -- | -- | -- | -- | -- | --- |
| 1º     | Galatasaray | 7      | 2  | 2  | 0  | 0  | 3  | 1  | +2  |
| 2º     | Porto       | 6      | 2  | 1  | 0  | 1  | 3  | 2  | +1  |
| 3º     | Arsenal     | 4      | 2  | 0  | 1  | 1  | 3  | 4  | -1  |
| 4º     | Napoli      | 4      | 2  | 0  | 1  | 1  | 3  | 5  | -2  |

Goleadores
| Puesto | Nombre            | Equipo      | Goles |
| ------ | ----------------- | ----------- | ----- |
| 1º     | Didier Drogba     | Galatasaray | 2     |
| 1º     | Goran Pandev      | Napoli      | 2     |
| 3º     | Theo Walcott      | Arsenal     | 1     |
| 3º     | Olivier Giroud    | Arsenal     | 1     |
| 3º     | Laurent Koscielny | Arsenal     | 1     |
| 3º     | Felipe Melo       | Galatasaray | 1     |
| 3º     | Lorenzo Insigne   | Napoli      | 1     |
| 3º     | Nabil Ghilas      | Porto       | 1     |
| 3º     | Licá              | Porto       | 1     |

## Edición 2014
Día 1
| 2 de agosto de 2014, 09:00 | Valencia                                     | 2:2 (1:1) | Mónaco                                  | Emirates Stadium, Londres |  |
|                            | Ricardo Carvalho 37' (ag) · Paco Alcácer 69' | Reporte   | Rúben Vezo 30' (ag) · Lucas Ocampos 80' |                           |  |

| 2 de agosto de 2014, 11:00 | Arsenal                                         | 5:1 (4:0) | Benfica            | Emirates Stadium, Londres |  |
|                            | Yaya Sanogo 26' 44' 45' 49' · Joel Campbell 40' | Reporte   | Nicolás Gaitán 62' |                           |  |

Día 2
| 3 de agosto de 2014, 09:00 | Benfica   | 1:3 (1:0) | Valencia                                                    | Emirates Stadium, Londres |  |
|                            | Derley 2' | Reporte   | José Luis Gayà 49' · Pablo Piatti 54' · Andrés Guardado 60' |                           |  |

| 3 de agosto de 2014, 11:00 | Arsenal | 0:1 (0:1) | Mónaco             | Emirates Stadium, Londres |  |
|                            |         | Reporte   | Radamel Falcao 36' |                           |  |

Tabla de posiciones
| Puesto | Equipo   | Puntos | PJ | PG | PE | PP | GF | GC | GAv |
| ------ | -------- | ------ | -- | -- | -- | -- | -- | -- | --- |
| 1º     | Valencia | 9      | 2  | 1  | 1  | 0  | 5  | 3  | +2  |
| 2º     | Arsenal  | 8      | 2  | 1  | 0  | 1  | 5  | 2  | +3  |
| 3º     | Monaco   | 7      | 2  | 1  | 1  | 0  | 3  | 2  | +1  |
| 4º     | Benfica  | 2      | 2  | 0  | 0  | 2  | 2  | 8  | -6  |

Goleadores
| Puesto | Nombre          | Equipo   | Goles |
| ------ | --------------- | -------- | ----- |
| 1º     | Yaya Sanogo     | Arsenal  | 4     |
| 2º     | Joel Campbell   | Arsenal  | 1     |
| 2º     | Paco Alcácer    | Valencia | 1     |
| 2º     | José Luis Gayà  | Valencia | 1     |
| 2º     | Pablo Piatti    | Valencia | 1     |
| 2º     | Andrés Guardado | Valencia | 1     |
| 2º     | Lucas Ocampos   | Monaco   | 1     |
| 2º     | Radamel Falcao  | Monaco   | 1     |
| 2º     | Nicolás Gaitán  | Benfica  | 1     |
| 2º     | Derley          | Benfica  | 1     |

## Edición 2015
Día 1
| 25 de julio de 2015, 10:00 | Wolfsburgo       | 1:2 (1:2) | Villarreal                         | Emirates Stadium, Londres                                 |                                                           |
|                            | Ivan Perišić 10' | Reporte   | Mario Gaspar 8' · Nahuel Leiva 17' | Asistencia: 59.801 espectadores Árbitro(s): Robert Madley | Asistencia: 59.801 espectadores Árbitro(s): Robert Madley |

| 25 de julio de 2015, 12:20 | Arsenal | 6:0 (4:0) | Olympique de Lyon | Emirates Stadium, Londres                                 |                                                           |
|                            | Olivier Giroud 29' · Alex Oxlade-Chamberlain 34' · Alex Iwobi 35' · Aaron Ramsey 38' · Mesut Özil 62' · Santi Cazorla 85' | Reporte   |                   | Asistencia: 59.801 espectadores Árbitro(s): Jonathan Moss | Asistencia: 59.801 espectadores Árbitro(s): Jonathan Moss |

Día 2
| 26 de julio de 2015, 10:00 | Olympique de Lyon | 0:2 (0:1) | Villarreal                            | Emirates Stadium, Londres                              |                                                        |
|                            |                   | Reporte   | Bruno Soriano 31' · Léo Baptistão 54' | Asistencia: 59.815 espectadores Árbitro(s): Ryuji Sato | Asistencia: 59.815 espectadores Árbitro(s): Ryuji Sato |

| 26 de julio de 2015, 12:20 | Arsenal          | 1:0 (0:0) | Wolfsburgo | Emirates Stadium, Londres                                |                                                          |
|                            | Theo Walcott 50' | Reporte   |            | Asistencia: 59.815 espectadores Árbitro(s): Craig Pawson | Asistencia: 59.815 espectadores Árbitro(s): Craig Pawson |

Tabla de posiciones
| Puesto | Equipo            | Puntos | PJ | PG | PE | PP | GF | GC | GAv |
| ------ | ----------------- | ------ | -- | -- | -- | -- | -- | -- | --- |
| 1º     | Arsenal           | 13     | 2  | 2  | 0  | 0  | 7  | 0  | +7  |
| 2º     | Villarreal        | 10     | 2  | 2  | 0  | 0  | 4  | 1  | +3  |
| 3º     | Wolfsburgo        | 1      | 2  | 0  | 0  | 2  | 1  | 3  | -2  |
| 4º     | Olympique de Lyon | 0      | 2  | 0  | 0  | 2  | 0  | 8  | -8  |

Goleadores
| Puesto | Nombre                  | Equipo     | Goles |
| ------ | ----------------------- | ---------- | ----- |
| 1º     | Olivier Giroud          | Arsenal    | 1     |
| 1º     | Alex Oxlade-Chamberlain | Arsenal    | 1     |
| 1º     | Alex Iwobi              | Arsenal    | 1     |
| 1º     | Aaron Ramsey            | Arsenal    | 1     |
| 1º     | Mesut Özil              | Arsenal    | 1     |
| 1º     | Santi Cazorla           | Arsenal    | 1     |
| 1º     | Theo Walcott            | Arsenal    | 1     |
| 1º     | Mario Gaspar            | Villarreal | 1     |
| 1º     | Nahuel Leiva            | Villarreal | 1     |
| 1º     | Bruno Soriano           | Villarreal | 1     |
| 1º     | Léo Baptistão           | Villarreal | 1     |
| 1º     | Ivan Perišić            | Wolfsburgo | 1     |

## Edición 2016
La Versión 2016 de la Copa Emirates, no se disputó en razón a la ampliación de la Eurocopa 2016 y la reconstrucción del terreno de juego.

## Edición 2017
Día 1
| 29 de julio de 2017, 09:00 | RB Leipzig | 0:1 (0:1) | Sevilla                   | Emirates Stadium, Londres  |                            |
|                            |            | Reporte   | Wissam Ben Yedder 35' (p) | Árbitro(s): Stuart Attwell | Árbitro(s): Stuart Attwell |

| 29 de julio de 2017, 11:20 | Arsenal                                                                              | 5:2 (2:2) | Benfica                               | Emirates Stadium, Londres  |                            |
|                            | Theo Walcott 24' 32' · Lisandro López 52' (ag) · Olivier Giroud 64' · Alex Iwobi 70' | Reporte   | Franco Cervi 11' · Eduardo Salvio 39' | Árbitro(s): Anthony Taylor | Árbitro(s): Anthony Taylor |

Día 2
| 30 de julio de 2017, 09:00 | RB Leipzig                                  | 2:0 (1:0) | Benfica | Emirates Stadium, Londres |                         |
|                            | Marcel Halstenberg 19' · Marvin Compper 53' | Reporte   |         | Árbitro(s): Peter Green   | Árbitro(s): Peter Green |

| 30 de julio de 2017, 11:20 | Arsenal                 | 1:2 (0:0) | Sevilla                                 | Emirates Stadium, Londres  |                            |
|                            | Alexandre Lacazette 62' | Reporte   | Joaquín Correa 49' · Steven N'Zonzi 69' | Árbitro(s): Andre Marriner | Árbitro(s): Andre Marriner |

Tabla de posiciones
| Puesto | Equipo     | Puntos | PJ | PG | PE | PP | GF | GC | GAv |
| ------ | ---------- | ------ | -- | -- | -- | -- | -- | -- | --- |
| 1º     | Arsenal    | 9      | 2  | 1  | 0  | 1  | 6  | 4  | +2  |
| 2º     | Sevilla    | 9      | 2  | 2  | 0  | 0  | 3  | 1  | +2  |
| 3º     | RB Leipzig | 5      | 2  | 1  | 0  | 1  | 2  | 1  | +1  |
| 4º     | Benfica    | 2      | 2  | 0  | 0  | 2  | 2  | 7  | -5  |

Goleadores
| Puesto | Nombre              | Equipo     | Goles |
| ------ | ------------------- | ---------- | ----- |
| 1º     | Theo Walcott        | Arsenal    | 2     |
| 2º     | Wissam Ben Yedder   | Sevilla    | 1     |
| 2º     | Franco Cervi        | Benfica    | 1     |
| 2º     | Marvin Compper      | RB Leipzig | 1     |
| 2º     | Joaquín Correa      | Sevilla    | 1     |
| 2º     | Olivier Giroud      | Arsenal    | 1     |
| 2º     | Marcel Halstenberg  | RB Leipzig | 1     |
| 2º     | Alex Iwobi          | Arsenal    | 1     |
| 2º     | Alexandre Lacazette | Arsenal    | 1     |
| 2º     | Steven N'Zonzi      | Sevilla    | 1     |
| 2º     | Eduardo Salvio      | Benfica    | 1     |

## Palmarés
| Año  | Campeón                     | Subcampeón                   | 3º Puesto                   | 4º Puesto                    |
| ---- | --------------------------- | ---------------------------- | --------------------------- | ---------------------------- |
| 2007 | Arsenal (10 Pts.)           | París Saint-Germain (7 Pts.) | Valencia (5 Pts.)           | Internazionale (1 Pts.)      |
| 2008 | Hamburgo (7 Pts.)           | Real Madrid (5 Pts.)         | Arsenal (4 Pts.)            | Juventus (4 Pts.)            |
| 2009 | Arsenal (11 Pts.)           | Rangers (4 Pts.)             | Atlético de Madrid (3 Pts.) | París Saint-Germain (2 Pts.) |
| 2010 | Arsenal (8 Pts.)            | Olympique de Lyon (5 Pts.)   | Celtic (5 Pts.)             | Milan (4 Pts.)               |
| 2011 | New York Red Bulls (4 Pts.) | París Saint-Germain (3 Pts.) | Arsenal (2 Pts.)            | Boca Juniors (1 Pts.)        |
| 2013 | Galatasaray (9 Pts.)        | Porto (6 Pts.)               | Arsenal (4 Pts.)            | Napoli (4 Pts.)              |
| 2014 | Valencia (9 Pts.)           | Arsenal (8 Pts.)             | Mónaco (7 Pts.)             | Benfica (2 Pts.)             |
| 2015 | Arsenal (13 Pts.)           | Villarreal (10 Pts.)         | Wolfsburgo (1 Pts.)         | Olympique de Lyon (0 Pts.)   |
| 2017 | Arsenal (9 Pts.)            | Sevilla (9 Pts.)             | RB Leipzig (5 Pts.)         | Benfica (2 Pts.)             |
| 2019 | Olympique de Lyon           | Arsenal                      |                             |                              |
| 2022 | Arsenal                     | Sevilla                      |                             |                              |
| 2023 | Arsenal                     | AS Mónaco                    |                             |                              |
| 2024 | Arsenal                     | Olympique de Lyon            |                             |                              |
| 2025 | Arsenal                     | Athletic Club                |                             |                              |

### Femenino
| Año  | Campeón          | Subcampeón |
| ---- | ---------------- | ---------- |
| 2019 | Bayern de Múnich | Arsenal    |